# Yanai
Yanai (japanska: 柳井市?, Yanai-shi) är en japansk stad i Yamaguchi prefektur och är belägen på den sydvästra kusten av ön Honshū. Yanai fick stadsrättigheter 1954.. 2005 inkorporerades kommunen Ōbatake. Ön Heigun tillhör staden. 